# Sibynophis bistrigatus
Sibynophis bistrigatus е вид змия от семейство Смокообразни (Colubridae).

## Разпространение
Видът е разпространен в Индия (Никобарски острови) и Мианмар.